# Ngô Thắng Lợi
Ngô Thắng Lợi (tiếng Trung: 吴胜利; bính âm: Wú Shènglì; sinh tháng 8 năm 1945) là Đô đốc Hải quân Quân Giải phóng Nhân dân Trung Quốc (PLAN). Ông từng là Ủy viên Quân ủy Trung ương Trung Quốc, Phó Bí thư Đảng ủy Hải quân Quân Giải phóng Nhân dân Trung Quốc kiêm Tư lệnh Hải quân Quân Giải phóng Nhân dân Trung Quốc và Tư lệnh Hạm đội Nam Hải.

## Tiểu sử

### Thân thế
Ngô Thắng Lợi là người Hán sinh tháng 8 năm 1945, người Ngô Kiều, tỉnh Hà Bắc.
Ngô Thắng Lợi sinh ra trong một gia đình cán bộ cao cấp của Đảng Cộng sản Trung Quốc. Cha ông là Ngô Hiến (吴宪), từng tham gia Vận động 129. Năm 1938, Ngô Hiến gia nhập Đảng Cộng sản Trung Quốc. Sau khi thành lập nước Cộng hòa Nhân dân Trung Hoa, Ngô Hiến đảm nhiệm các chức vụ như Bí thư Thành ủy Hàng Châu kiêm Thị trưởng Chính phủ nhân dân thành phố Hàng Châu, Phó Tỉnh trưởng Chính phủ nhân dân tỉnh Chiết Giang và Phó Chủ tịch Chính hiệp tỉnh Chiết Giang.

### Sự nghiệp
Tháng 8 năm 1964, Ngô Thắng Lợi tham gia Quân Giải phóng Nhân dân Trung Quốc. Cùng năm, ông được nhận vào Học viện Đo đạc Bản đồ Quân Giải phóng Nhân dân Trung Quốc.
Năm 1984, Ngô Thắng Lợi được bổ nhiệm làm Chi đội trưởng Chi đội 6 tàu khu trục Hải quân kiêm Phó Bí thư Đảng ủy, bắt đầu đi vào cơ cấu lãnh đạo Hải quân Trung Quốc. Sau đó, ông lần lượt được bổ nhiệm giữ chức vụ Phó Tham mưu trưởng Căn cứ Thượng Hải Hạm đội Đông Hải, Tham mưu trưởng Căn cứ Hải quân Phúc Kiến Hạm đội Đông Hải.
Năm 1988, ông được phong quân hàm Đại tá Hải quân. Năm 1994, ở tuổi 49, Ngô Thắng Lợi được bổ nhiệm làm Phó Bí thư Đảng ủy, Viện trưởng Học viện Tàu chiến Đại Liên Hải quân. Cùng năm, ông được phong quân hàm Chuẩn đô đốc.
Tháng 10 năm 1997, ông được luân chuyển làm Phó Bí thư Đảng ủy Căn cứ kiêm Tư lệnh Căn cứ Hải quân Phúc Kiến. Năm 1999, ông được bổ nhiệm giữ chức Ủy viên Ban Thường vụ Đảng ủy Hạm đội, Phó Tư lệnh Hạm đội Đông Hải. Tháng 1 năm 2002, ông được bổ nhiệm làm Phó Tư lệnh Quân khu Quảng Châu kiêm Tư lệnh Hạm đội Nam Hải. Năm 2003, ông được thăng quân hàm Phó Đô đốc. Tháng 7 năm 2004, ông được bổ nhiệm giữ chức Ủy viên Đảng ủy Bộ Tổng Tham mưu, Phó Tổng Tham mưu trưởng Quân Giải phóng Nhân dân Trung Quốc.
Tháng 8 năm 2006, Ngô Thắng Lợi được bổ nhiệm giữ chức vụ Phó Bí thư Đảng ủy Hải quân Quân Giải phóng Nhân dân Trung Quốc, Tư lệnh Hải quân Quân Giải phóng Nhân dân Trung Quốc. Ngày 6 tháng 7 năm 2007, Ngô Thắng Lợi được phong quân hàm Đô đốc.
Ngày 21 tháng 10 năm 2007, tại phiên bế mạc của Đại hội Đảng Cộng sản Trung Quốc lần thứ 17, Ngô Thắng Lợi được bầu làm Ủy viên Ban Chấp hành Trung ương Đảng Cộng sản Trung Quốc khóa XVII. Ngày 22 tháng 10 năm 2007, tại phiên họp toàn thể đầu tiên, Ban Chấp hành Trung ương Đảng Cộng sản Trung Quốc khóa XVII đã bầu ông làm Ủy viên Quân ủy Trung ương Đảng Cộng sản Trung Quốc nhiệm kỳ 2007 đến năm 2012. Ngày 15 tháng 3 năm 2008, ông được Đại hội đại biểu Nhân dân toàn quốc (Quốc hội Trung Quốc) bầu làm Ủy viên Ủy ban Quân sự Trung ương Cộng hòa Nhân dân Trung Hoa.
Ngày 14 tháng 11 năm 2012, tại phiên bế mạc Đại hội Đảng Cộng sản Trung Quốc lần thứ 18, Ngô Thắng Lợi được bầu làm Ủy viên Ban Chấp hành Trung ương Đảng Cộng sản Trung Quốc khóa XVIII. Ngày 15 tháng 11 năm 2012, Ban Chấp hành Trung ương Đảng Cộng sản Trung Quốc khóa 18 đã tiến hành phiên họp đầu tiên bầu ông làm Ủy viên Quân ủy Trung ương Đảng Cộng sản Trung Quốc nhiệm kỳ 2012 đến năm 2017. Sáng ngày 15 tháng 3 năm 2013, kỳ họp thứ nhất Đại hội đại biểu Nhân dân toàn quốc Trung Quốc (NPC) khóa 12 đã tiến hành phiên họp toàn thể thứ 5 bầu Ngô Thắng Lợi làm Ủy viên Ủy ban Quân sự Trung ương Cộng hòa Nhân dân Trung Hoa nhiệm kỳ 2013 đến năm 2018.
Tháng 1 năm 2017, Ngô Thắng Lợi được miễn nhiệm chức vụ Tư lệnh Hải quân Quân Giải phóng Nhân dân Trung Quốc, kế nhiệm ông là nguyên Tư lệnh Hạm đội Nam Hải Phó Đô đốc Thẩm Kim Long.